# Dennis Cole
Dennis Cole (ur. 19 lipca 1940 w Detroit, zm. 15 listopada 2009 w Fort Lauderdale) – amerykański aktor telewizyjny, kaskader i model.

## Życiorys
Urodził się w Detroit w stanie Michigan jako syn Dorothy Cleo (z domu West) i muzyka Harolda Wilsona Cole. Miał starszego brata Richarda.
Dzięki swojej atletycznej budowie, był w stanie znaleźć pracę w Detroit jako model, a później jako kaskader, co doprowadziło do ról aktorskich. Uznanie przyniosła mu rola protagonisty - detektywa Jima Briggsa w serialu policyjnym ABC Felony Squad (1966-69). Grał w serialach: Paradise Bay (1965) i Bearcats (1971) z Rodem Taylorem. W 1972 występował w broadwayowskiej komedii All the Girls Came Out to Play, a także gościł w serialach telewizyjnych takich jak Bracken's World, Centrum medyczne, Ulice San Francisco, Barnaby Jones, Statek miłości czy Napisała: Morderstwo. Grał rolę Lance'a Prentissa w serialu Młodzi i niepokój (1981-82).
W latach 1960–1965 był żoanaty z Sally Ann Bergeron, z którą miał syna Josepha Dennisa (ur. 10 kwietnia 1961, zm. 19 grudnia 1991; został zabity podczas napadu). 29 października 1978 poślubił Jaclyn Smith, którą poznał podczas kręcenia jednego z odcinków serialu ABC Aniołki Charliego. Rozwiedli się 23 lipca 1981. 24 września 2004 ożenił się z Marjorie "Ree" Fritz, z którą się rozwiódł 21 kwietnia 2008.
W 2007 roku został aresztowany za utrudnianie działań wymiaru sprawiedliwości, został zwolniony po wpłaceniu kaucji 100 dolarów.
W ostatnich latach życia mieszkał na Florydzie, gdzie pracował w branży nieruchomości. Zmarł 15 listopada 2009 w Fort Lauderdale na Florydzie na niewydolność nerek w wieku 69 lat.

## Wybrana filmografia
- 1969-70: Bracken's World jako Davey Evans
- 1971: Bearcats! jako Johnny Reach
- 1974: Ulice San Francisco jako pułkownik Peter Johnson, USAF
- 1975: Barnaby Jones jako Carroll Mitchell
- 1977: Statek miłości jako Dennis Kingsley
- 1977: Aniołki Charliego jako Tony Bordinay
- 1978: Sierżant Anderson jako Jon Paul
- 1979: Statek miłości jako Alan Harmon
- 1979: Aniołki Charliego jako James Britten
- 1980: Statek miłości jako Dennis Kingsley
- 1981-82: Żar młodości (The Young and the Restless) jako Lance Prentiss
- 1985: Mike Hammer jako Dave Marquette
- 1986: Napisała: Morderstwo jako Mitch Mercer
- 1987: Mike Hammer jako Kevin Landers
- 1991: Napisała: Morderstwo jako Ryan Donovan
- 1995: Drużyna A jako Charles Lake
- 1995: Nocny patrol jako człowiek posiadający fortunę
- 1998: Niebieski Pacyfik jako Rudy Rigas